# Kristina Löbbert
Kristina Löbbert (* 1975 in Bonn) ist eine deutsche Filmproduzentin.

## Leben
Kristina Löbbert wurde ab 2002 Produzentin und Executive Producerin bei Wüste Film West. 2009 gründete sie zusammen mit Janna Velber als geschäftsführende Produzentin Boogiefilm in Köln. 2012 kehrte sie zu Wüste Film zurück. Von 2016 bis 2021 leitete sie als Produzentin das Kölner Büro der Pantaleon Films. Seit Ende 2024 leitet sie die Fiction-Abteilung der Warner Bros. ITVP in Köln. 

## Filmografie (Auswahl)
- 2005 Emmas Glück
- 2007 Mein Freund aus Faro
- 2008: Tannöd
- 2011: Romeos
- 2016: Robbi, Tobbi und das Fliewatüüt
- 2016: Grenzbock (Dokumentarfilm)
- 2018: Vielmachglas
- 2019: Dem Horizont so nah
- 2019: Auerhaus